# Prix Gémeaux de la meilleure réalisation pour un magazine
Le prix Gémeaux de la meilleure réalisation pour un magazine est une récompense télévisuelle remise par l'Académie canadienne du cinéma et de la télévision entre 1993 et 2004.

## Palmarès

### Meilleure réalisation pour une émission ou série culturelle, à caractère social ou de services
- 1993 - Louis Choquette, Alain Foster, Élizabeth Paradis, Viséo, le magazine de l’emploi
- 1994 - JoËl Bertomeu, Jean-Marie Bioteau, Chantal Lemire, Lynn Phaneuf, M’aimes-tu?
- 1995 - Jean-Marie Bioteau, Jean Leduc, Chantal Lemire, Lynn Phaneuf, M’aimes-tu?
- 1996 - Sylvie Berkowicz, Perfecto
- 1997 - Jocelyn Barnabé, La Vie d’artiste
- 1998 - Lucie Gagnon, Louise Gougeon, Luc Leblanc, Yves Lévesque, La Facture
- 1999 - Francis Legault, Lynn Phaneuf, Les Choix de Sophie
- 2000 - Jocelyn Barnabé, Simon Christian Vaillancourt, La Vie d’artiste

### Meilleure réalisation pour un magazine culturel
- 2001 - Micheline Guertin, Lynn Phaneuf, Les choix de Sophie
- 2002 - Sophie Lambert, Nathalie Lemieux, Martin Roy, Geneviève Turcotte – Le septième

### Meilleure réalisation pour un magazine
- 2003 - Marie Carpentier, Francis Legault, À la di Stasio
- 2004 - Marc Cayer, André St-Pierre, Les francs-tireurs